# 15e étape du Tour d'Espagne 2014
La 15e étape du Tour d'Espagne 2014 a été courue le dimanche 7 septembre 2014 entre la ville de Oviedo et les lacs de Covadonga sur une distance de 152,2 km.

## Résultats

### Classement de l'étape
|    | Coureur            | Pays        | Équipe                  |    | Temps          |
| -- | ------------------ | ----------- | ----------------------- | -- | -------------- |
| 1  | Przemysław Niemiec | Pologne     | Lampre-Merida           | en | 4 h 11 min 9 s |
| 2  | Alejandro Valverde | Espagne     | Movistar                | +  | 5 s            |
| 3  | Joaquim Rodríguez  | Espagne     | Katusha                 |    | 5 s            |
| 4  | Alberto Contador   | Espagne     | Tinkoff-Saxo            |    | 10 s           |
| 5  | Fabio Aru          | Italie      | Astana                  |    | 17 s           |
| 6  | Christopher Froome | Royaume-Uni | Sky                     |    | 17 s           |
| 7  | Daniel Martin      | Irlande     | Garmin-Sharp            |    | 28 s           |
| 8  | Warren Barguil     | France      | Giant-Shimano           |    | 44 s           |
| 9  | Rigoberto Urán     | Colombie    | Omega Pharma-Quick Step |    | 1 min 00 s     |
| 10 | Giampaolo Caruso   | Italie      | Katusha                 |    | 1 min 00 s     |

### Points attribués
|   | Cycliste           | Pays      | Équipe                 | Points |
| - | ------------------ | --------- | ---------------------- | ------ |
| 1 | John Degenkolb     | Allemagne | Giant-Shimano          | 4      |
| 2 | Przemysław Niemiec | Pologne   | Lampre-Merida          | 2      |
| 3 | Javier Aramendia   | Espagne   | Caja Rural-Seguros RGA | 1      |

|   | Cycliste           | Pays      | Équipe          | Points |
| - | ------------------ | --------- | --------------- | ------ |
| 1 | John Degenkolb     | Allemagne | Giant-Shimano   | 4      |
| 2 | Przemysław Niemiec | Pologne   | Lampre-Merida   | 2      |
| 3 | Cameron Meyer      | Australie | Orica-GreenEDGE | 1      |

|    | Cycliste           | Pays        | Équipe                  | Points |
| -- | ------------------ | ----------- | ----------------------- | ------ |
| 1  | Przemysław Niemiec | Pologne     | Lampre-Merida           | 25     |
| 2  | Alejandro Valverde | Espagne     | Movistar                | 20     |
| 3  | Joaquim Rodríguez  | Espagne     | Katusha                 | 16     |
| 4  | Alberto Contador   | Espagne     | Tinkoff-Saxo            | 14     |
| 5  | Fabio Aru          | Italie      | Astana                  | 12     |
| 6  | Christopher Froome | Royaume-Uni | Sky                     | 10     |
| 7  | Daniel Martin      | Irlande     | Garmin-Sharp            | 9      |
| 8  | Warren Barguil     | France      | Giant-Shimano           | 8      |
| 9  | Rigoberto Urán     | Colombie    | Omega Pharma-Quick Step | 7      |
| 10 | Giampaolo Caruso   | Italie      | Katusha                 | 6      |
| 11 | Robert Gesink      | Pays-Bas    | Belkin                  | 5      |
| 12 | Daniel Moreno      | Espagne     | Katusha                 | 4      |
| 13 | Samuel Sánchez     | Espagne     | BMC Racing              | 3      |
| 14 | Mikel Nieve        | Espagne     | Sky                     | 2      |
| 15 | Kristof Vandewalle | Belgique    | Trek Factory Racing     | 1      |

### Cols et côtes
|   | Cycliste           | Pays      | Équipe              | Points |
| - | ------------------ | --------- | ------------------- | ------ |
| 1 | Przemysław Niemiec | Pologne   | Lampre-Merida       | 5      |
| 2 | Kristof Vandewalle | Belgique  | Trek Factory Racing | 3      |
| 3 | Cameron Meyer      | Australie | Orica-GreenEDGE     | 1      |

|   | Cycliste           | Pays    | Équipe        | Points |
| - | ------------------ | ------- | ------------- | ------ |
| 1 | Przemysław Niemiec | Pologne | Lampre-Merida | 15     |
| 2 | Alejandro Valverde | Espagne | Movistar      | 10     |
| 3 | Joaquim Rodríguez  | Espagne | Katusha       | 6      |
| 4 | Alberto Contador   | Espagne | Tinkoff-Saxo  | 4      |
| 5 | Fabio Aru          | Italie  | Astana        | 2      |

## Classements à l'issue de l'étape

### Classement général
|    | Cycliste           | Pays        | Équipe                  |    | Temps            |
| -- | ------------------ | ----------- | ----------------------- | -- | ---------------- |
| 1  | Alberto Contador   | Espagne     | Tinkoff-Saxo            | en | 58 h 31 min 35 s |
| 2  | Alejandro Valverde | Espagne     | Movistar                | +  | 31 s             |
| 3  | Christopher Froome | Royaume-Uni | Sky                     |    | 1 min 20 s       |
| 4  | Joaquim Rodríguez  | Espagne     | Katusha                 |    | 1 min 20 s       |
| 5  | Fabio Aru          | Italie      | Astana                  |    | 2 min 22 s       |
| 6  | Rigoberto Urán     | Colombie    | Omega Pharma-Quick Step |    | 2 min 57 s       |
| 7  | Daniel Martin      | Irlande     | Garmin-Sharp            |    | 4 min 55 s       |
| 8  | Samuel Sánchez     | Espagne     | BMC Racing              |    | 5 min 02 s       |
| 9  | Robert Gesink      | Pays-Bas    | Belkin                  |    | 5 min 11 s       |
| 10 | Warren Barguil     | France      | Giant-Shimano           |    | 6 min 36 s       |

### Classement par points
|   | Cycliste           | Pays      | Équipe        | Points |
| - | ------------------ | --------- | ------------- | ------ |
| 1 | John Degenkolb     | Allemagne | Giant-Shimano | 124    |
| 2 | Alejandro Valverde | Espagne   | Movistar      | 100    |
| 3 | Alberto Contador   | Espagne   | Tinkoff-Saxo  | 83     |

### Classement du meilleur grimpeur
|   | Cycliste           | Pays    | Équipe                 | Points |
| - | ------------------ | ------- | ---------------------- | ------ |
| 1 | Alejandro Valverde | Espagne | Movistar               | 28     |
| 2 | Luis León Sánchez  | Espagne | Caja Rural-Seguros RGA | 26     |
| 3 | Przemysław Niemiec | Pologne | Lampre-Merida          | 20     |

### Classement du combiné
|   | Cycliste           | Pays    | Équipe       | Points |
| - | ------------------ | ------- | ------------ | ------ |
| 1 | Alejandro Valverde | Espagne | Movistar     | 5      |
| 2 | Alberto Contador   | Espagne | Tinkoff-Saxo | 12     |
| 3 | Joaquim Rodríguez  | Espagne | Katusha      | 18     |

### Classements par équipes
|   | Équipe       | Pays    |    | Temps             |
| - | ------------ | ------- | -- | ----------------- |
| 1 | Katusha      | Russie  | en | 175 h 21 min 40 s |
| 2 | Movistar     | Espagne | +  | 11 min 50 s       |
| 3 | Tinkoff-Saxo | Russie  |    | 22 min 32 s       |

## Abandons
- Lloyd Mondory (AG2R La Mondiale)
- Anthony Roux (FDJ.fr)
- Matteo Pelucchi (IAM)
- Tony Martin (Omega Pharma-Quick Step)
- Julián Arredondo (Trek Factory Racing)